# Beethoven Was Deaf
Beethoven Was Deaf è un album live del cantante inglese Morrissey.
Pubblicato il 10 maggio del 1993 dalla HMV Records in Inghilterra e dalla EMI in Italia, il disco raggiunse la posizione numero 13 della Official Albums Chart.

## Realizzazione
L'album venne registrato dal vivo, nel periodo del tour promozionale di Your Arsenal, allo Zenith di Parigi, il 22 dicembre del 1992 e a Londra, due giorni prima. Nel dicembre del 2010, l'album, venne eliminato dal catalogo EMI assieme alle due raccolte World of Morrissey e Suedehead: The Best of Morrissey.
La foto di copertina è stata realizzata da Linder Sterling. Sul vinile è incisa la frase WOULD YOU RISK IT FOR A BISCUIT, tratta, molto probabilmente, da uno spot pubblicitario degli anni cinquanta in cui veniva usato uno slogan similare: I'll risk it for a Swisscuit. Questo è l'ultimo album di Morrissey ad avere un'iscrizione incisa sul vinile.

## Tracce
1. You're the One for Me, Fatty – 3:59
2. Certain People I Know – 2:57
3. National Front Disco – 6:05
4. November Spawned a Monster – 5:29
5. Seasick, Yet Still Docked – 5:15
6. The Loop – 6:00
7. Sister I'm a Poet – 2:22
8. Jack the Ripper – 4:13
9. Such a Little Thing Makes Such a Big Difference – 1:52
10. I Know It's Gonna Happen Someday – 3:39
11. We'll Let You Know – 5:12
12. Suedehead – 4:05
13. He Knows I'd Love to See Him – 3:38
14. You're Gonna Need Someone on Your Side – 3:35
15. Glamorous Glue – 4:05
16. We Hate It When Our Friends Become Successful – 2:49

## Formazione
- Morrissey – voce
- Alain Whyte - chitarra
- Boz Boorer – chitarra
- Gary Day – basso
- Spencer Cobrin– batteria